# Zubří (ort i Tjeckien, Zlín)
Zubří är en stad i Tjeckien.   Den ligger i regionen Zlín, i den östra delen av landet, 270 km öster om huvudstaden Prag. Zubří ligger 358 meter över havet och antalet invånare är 5 409.
Terrängen runt Zubří är huvudsakligen kuperad, men den allra närmaste omgivningen är platt. Zubří ligger nere i en dal.Runt Zubří är det tätbefolkat, med 369 invånare per kvadratkilometer. Närmaste större samhälle är Rožnov pod Radhoštěm, 3,7 km öster om Zubří. I omgivningarna runt Zubří växer i huvudsak blandskog.